# Tegenpaus Celestinus II
Celestinus II, geboren als Tebaldo Buccapecus († 1126), was paus gedurende enkele dagen vanaf 15 december 1124. Omdat zijn verkiezing tot paus niet officieel is afgerond, is hij niet opgenomen in de officiële pauslijsten en geldt hij als tegenpaus.
Tebaldo Buccapecus stamde vermoedelijk uit de Romeinse adel. Tot in ieder geval 17 april 1121 is hij kardinaal-diaken van Santa Maria Nuova. Op 6 april 1123 wordt hij aangesteld als kardinaal-priester van de Sint Anastasia in Rome.
Op 13 december 1124 overleed paus Calixtus II. Drie dagen later werd Buccapecus gekozen als zijn opvolger, waarbij hij de naam Celestinus II aannam. De verkiezing werd echter plotseling verstoord door gewapende troepen van Robert Frangipiani, die tot de Romeinse adel behoorde. De aanwezigen werden weggestuurd en de Romeinse adel benoemde een eigen kandidaat, Lamberto Schannabecchi, die de naam Honorius II aannam en die de goedkeuring van Hendrik V van het Heilige Roomse Rijk kon wegdragen. Na enkele dagen legde Honorius zijn ambt echter weer neer, omdat hij het ambt niet door geweld wilde ontvangen. Zijn weigering werd door Celestinus' aanhangers zeer positief ontvangen. Korte tijd later zag Celestinus af van zijn aanspraak op het pausdom. Het staat niet vast of hij dit vrijwillig deed of dat er druk op hem was uitgeoefend om uit de impasse te komen. Na Celestinus' aftreden werd Honorius alsnog op reguliere wijze tot paus gekozen (21 december 1124).